# حاجی‌ابراهیم‌اوشاغی (اورتاکوی)
حاجی‌ابراهیم‌اوشاغی (به ترکی استانبولی: Hacıibrahimuşağı) یک منطقهٔ مسکونی در ترکیه است که در اورتاکوی (آق‌سرای) واقع شده‌است.